# تشعيث
التشعيث في عروض البحر الخفيف ذهاب عين فاعلاتن فيبقى فالاتن فينقل في التقطيع إلى مفعولن. وهو، في علم العروض، حذْف أحد متحركي الوتد المجموع من «فاعلاتُن» فيُنْقَل إلى «فاعاتُنْ» أو «مَفْعولُنْ»، وهو خاص ببحري الخفيف والمجتثّ.